# Mortágua (freguesia)
Mortágua is een plaats (freguesia) in de Portugese gemeente Mortágua en telt 2797 inwoners (2001).